# Backflip!!
Backflip!! (jap. バクテン!! Bakuten!!) – serial anime wyprodukowany przez studio Zexcs, emitowany od kwietnia do czerwca 2021. Adaptacja w postaci mangi autorstwa Keia Sakuraby była publikowana w magazynie „Dessert” wydawnictwa Kōdansha od stycznia do września 2021. W lipcu 2022 premierę miał również pełnometrażowy film animowany.

## Fabuła
Shotaro Futaba uwielbiał sport, ale nigdy nie był w nim wystarczająco dobry. Jednak obserwując grupę gimnastyków w parku i widząc ich na turnieju gimnastycznym, postanawia dołączyć do ich szkoły i stać częścią drużyny gimnastycznej. Wraz z nowymi członkami, Shotaro i Ryoyą Misato, drużyna celuje w nadchodzące zawody międzyszkolne.

## Bohaterowie
- Shotaro Futaba (jap. 双葉翔太郎 Futaba Shōtarō)

Seiyū: Shimba Tsuchiya 
- Ryoya Misato (jap. 美里良夜 Misato Ryōya)

Seiyū: Kaito Ishikawa 
- Masamune Shichigahama (jap. 七ヶ浜政宗 Shichigahama Masamune)

Seiyū: Daisuke Ono 
- Keisuke Tsukidate (jap. 築館敬助 Tsukidate Keisuke)

Seiyū: Takashi Kondō 
- Nagayoshi Onagawa (jap. 女川ながよし Onagawa Nagayoshi)

Seiyū: Hiro Shimono 
- Kotaro Watari (jap. 亘理光太郎 Watari Kōtarō)

Seiyū: Hiroshi Kamiya 
- Shusaku Shida (jap. 志田周作 Shida Shūsaku)

Seiyū: Takahiro Sakurai 
- Asawo Kurikoma (jap. 栗駒あさを Kurikoma Asawo)

Seiyū: Ayane Sakura 
- Mashiro Tsukiyuki (jap. 月雪ましろ Tsukiyuki Mashiro)

Seiyū: Ayumu Murase 
- Toru Takase (jap. 高瀬亨 高瀬亨)

Seiyū: Katsuyuki Konishi 
- Yojiro Mutsu (jap. 陸奥洋二郎 Mutsu Yōjirō)

Seiyū: Ken’ichi Suzumura 
- Hideo Ominato (jap. 大湊秀夫 Ōminato Hideo)

Seiyū: Tomokazu Sugita 
- Kyoichi Ryugamori (jap. 竜ヶ森恭一 Ryūgamori Kyōichi)

Seiyū: Sōma Saitō 
- Shunsuke Azuma (jap. 吾妻俊介 Azuma Shunsuke)

Seiyū: Daiki Yamashita 
- Shuji Mabuchi (jap. 馬淵修司 Mabuchi Shūji)

Seiyū: Ken’ichirō Matsuda 
- Ayumi Futaba (jap. 双葉亜由美 Futaba Ayumi)

Seiyū: Reina Ueda 

## Manga
Adaptacja w formie mangi autorstwa Keia Sakuraby ukazywała się w magazynie „Dessert” od 22 stycznia do 24 września 2021. Wydawnictwo Kōdansha zebrało jej rozdziały w 2 tankōbonach, wydanych 16 czerwca i 14 lipca 2021.
| Nr | Data wydania (język japoński) | ISBN (język japoński)  |
| -- | ----------------------------- | ---------------------- |
| 1  | 16 czerwca 2021               | ISBN 978-4-06-523105-0 |
| 2  | 14 lipca 2021                 | ISBN 978-4-06-523535-5 |

## Anime
4 listopada 2020 stacja Fuji TV zapowiedziała oryginalny serial anime, będący częścią projektu „Zutto Ōen Project 2011 + 10...”, upamiętniającego 10. rocznicę trzęsienia ziemi w Tōhoku. Seria została zanimowana przez studio Zexcs, za reżyserię odpowiadali Seishirō Nagaya i Toshimasa Kuroyanagi, a za scenariusz Toshizo Nemoto. Oryginalne projekty postaci zostały wykonane Robico, autorkę mangi Bestia z ławki obok, natomiast Yūki Shibata dostosowała je do animacji. Muzykę do serialu skomponował Yūki Hayashi. Anime było emitowane w bloku programowym Noitamina stacji Fuji TV od 9 kwietnia do 25 czerwca 2021. Motywem otwierającym jest „Seishun no enbu” autorstwa Centimillimental, natomiast końcowym „Anata ga iru” autorstwa wacci. W Polsce serial był emitowany na kanałach Canal+ 360 i Canal+ Seriale. Seria jest dostępna również za pośrednictwem platformy Canal+ online.
Po zakończeniu emisji serialu zapowiedziano film anime. Premiera w japońskich kinach miała miejsce 2 lipca 2022.

### Lista odcinków
| №  | Tytuł                                                                    | Reżyseria                             | Premiera         | Premiera w Polsce |
| -- | ------------------------------------------------------------------------ | ------------------------------------- | ---------------- | ----------------- |
| 1  | I Want to Backflip! Bakuten shitai! (バク転したい！)                     | Toshimasa Kuroyanagi                  | 9 kwietnia 2021  | 24 czerwca 2024   |
| 2  | I Want to Soar With You Issho ni tobitai! (一緒に跳びたい！)             | Seishirō Nagaya                       | 16 kwietnia 2021 | 24 czerwca 2024   |
| 3  | I Want to Camp! Gasshuku shitai! (合宿したい！)                          | Yoshiyuki Fujiwara                    | 23 kwietnia 2021 | 24 czerwca 2024   |
| 4  | We’re All Rivals! Raibaru nan da! (ライバルなんだ！)                     | Miwa Sasaki                           | 30 kwietnia 2021 | 25 czerwca 2024   |
| 5  | I Want to Hide! Kakuretai! (かくれたい！)                                | Hayato Sakai                          | 7 maja 2021      | 25 czerwca 2024   |
| 6  | Enjoy! Tanoshinde! (楽しんで！)                                          | Tetsuya Endō Seishirō Nagaya          | 14 maja 2021     | 25 czerwca 2024   |
| 7  | We’ll Make a Promise! Yakusoku shimasu! (約束します！)                   | Ryōji Masuyama                        | 21 maja 2021     | 26 czerwca 2024   |
| 8  | I’ll Look After You! Osewa shimasu! (お世話します！)                     | Kuniyasu Nishina                      | 28 maja 2021     | 26 czerwca 2024   |
| 9  | Be Needy! Amaete yo! (甘えてよ！)                                        | Yoshiyuki Fujiwara                    | 4 czerwca 2021   | 26 czerwca 2024   |
| 10 | I Can't Stand It! Gaman dekinai! (我慢出来ない！)                        | Miwa Sasaki                           | 11 czerwca 2021  | 27 czerwca 2024   |
| 11 | Give It Your All, Fight Hard Zenryoku de, omoikiri! (全力で、思い切り！) | Seishirō Nagaya                       | 18 czerwca 2021  | 27 czerwca 2024   |
| 12 | Tomorrow, Too! Ashita mo! (明日も！)                                     | Kuniyasu Nishina Toshimasa Kuroyanagi | 25 czerwca 2021  | 27 czerwca 2024   |